# Franco Armani
Franco Armani (španělská výslovnost: [fɾaŋko aɾmani]) (* 16. října 1986 Casilda, Santa Fé) je argentinský profesionální fotbalista, který hraje jako brankář za argentinský klub CA River Plate. Byl členem argentinského fotbalové reprezentace, která zvítězila na Mistrovství světa ve fotbale 2022. Má na svém kontě rovněž triumf na Copa Américe 2021. Dvakrát vyhrál Pohár osvoboditelů, roku 2016 s kolumbijským Atlético Nacional, v roce 2018 s argentinským klubem CA River Plate.